# Commack
Commack est une census designated place dans le comté de Suffolk, Long Island (État de New York).
Sa population était de 36 124 habitants en 2010.